# Narcís Blanch i Illa
Narcís Blanch i Illa (Girona, 23 de setembre de 1827 — Olot, 26 de setembre de 1874) fou un periodista i historiador gironí, membre de l'Acadèmia de Bones Lletres de Barcelona des de 1863 i cronista honorari de la ciutat de Girona des de 1864. Va estudiar Dret a Barcelona i allà s'inicià en el periodisme, col·laborà en diaris tradicionalistes i fins i tot va arribar a dirigir El gerundense el 1860. En la seva faceta d'escriptor va fer poesies, obres de teatre i novel·les de caràcter religiós.

## Hodonímia
L'Ajuntament de Palau-sacosta, en el ple municipal del 4 de novembre de 1960, va posar el seu nom a un carrer que en aquell moment s'acaba d'obrir, entre la carretera de Barcelona i el carrer del Riu Ser. Entre 1962 i 1963 es fa efectiva l'annexió del municipi de Palau-sacosta a Girona i durant la dècada de 1970 es duu a terme el Pla Parcial Mas Noguer, que entre altres obres va perllongar el carrer fins a connectar amb el carrer Migdia, motiu pel qual l'Ajuntament de Girona, en sessió del 25 de febrer de 1977 va batejar el nou tram del carrer amb el nom de Narcís Blanch.

## Obra
Obra incompleta de Blanch:
- Gerona Histórica y Monumental (1857)
- Doce años de Regencia (1863)
- Fueros de Cataluña (1870)